# 이재원 (가수)
이재원(李在元, 1980년 4월 5일 ~ )는 대한민국의 가수이다. 보이그룹 H.O.T.의 멤버이다. H.O.T. 해체 이후에는 jtL을 거쳐 솔로 활동을 하였다. 잠시 'J-WANT'라는 이름으로 DJ로도 활동하였다.

## 학력
- 서울명원초등학교 (졸업)
- 수서중학교 (졸업)
- 강남공업고등학교 금속공업과 (졸업)
- 경기대학교 영상학과 (학사)
- 상명대학교 예술디자인대학원 컴퓨터음악학과 (석사)

## 생애
2008년 준강간으로 피소되어 경찰조사 끝에 구속영장이 청구되었다. 법원의 영장실질심사를 거쳐 구속되었으나 당일 가해사실확인서 및 피해자와의 합의서를 제출하여 구속 3시간 만에 공소권없음으로 사건이 종결되었다.

## 앨범
H.O.T., JTL때의 앨범은 해당 페이지 참고.
- 1집 No Pain, No Gain(2005년)
- 1.5집 JAEWON(2007년)

## 출연

### 예능
- 《포커페이스》 (네이버TV) - 고정패널
- 《미스터리 음악쇼 복면가왕》 (MBC) - 패널

### 뮤지컬
- 《사랑해 톤즈》 (뮤지컬) - 싼티노 역할

## 기타
가수 활동 당시 자신이 번돈으로 할아버지를 탈북하는데 도와줬다고 한다